# Oghamstein von Ballyboodan

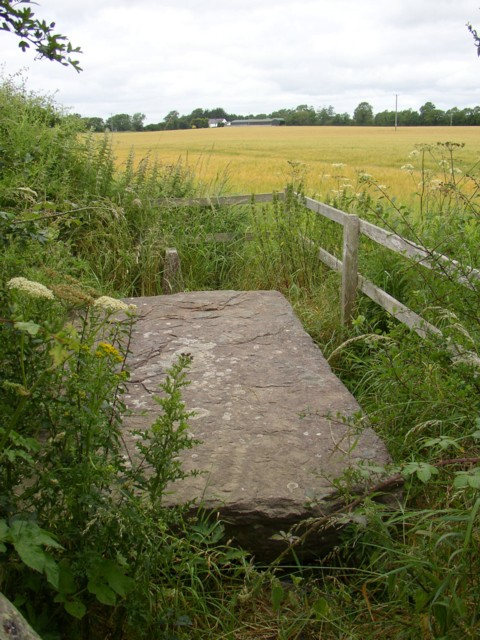
Oghamstein von Ballyboodan

Der etwa 2,3 Meter lange, 1,75 Meter breite und 23 Zentimeter starke Oghamstein von Ballyboodan (irisch  Cloch Oghaim Bhaile Mhuadáin) liegt eingefriedet in Ballyboodan, etwa 1,7 Kilometer südlich von Knocktopher im County Kilkenny in Irland. Der Oghamstein aus Schiefer ist ein National Monument (CIIC 038). 
Der Oghamstein wurde zwischen 700 und 900 n. Chr. beschriftet und um 1841 wiederentdeckt und umgestürzt. Im Jahre 1850 wollte der Pächter des Landes ihn zerstören, aber er wurde vom Grundbesitzer gerettet.
Auf dem Rand sind Oghamzeichen eingeschnitten  ᚛ᚉᚑᚏᚁᚔᚕᚑᚔᚋᚐᚊᚔᚂᚐᚏᚔᚇ᚜ (CORBI KOI MAQI LABRID, „Hier liegt Corb, Sohn von Labraid“). Die meisten der Buchstaben sind abgewittert und einige an der Spitze des Steines weggebrochen.